# Yageo
Yageo Corporation — основанная на Тайване корпорация, разрабатывающая и изготавливающая электронные компоненты. Компания специализируется на пассивных компонентах — резисторах, конденсаторах, дросселях.

## История
Компанию основал в 1977 году Вуд Чэнь, до этого работавший в тайваньском филиале Philips. Первоначально компания занималась выпуском резисторов и оборудования по их производству. С 1993 года акции Yageo Corporation котируются на Тайваньской фондовой бирже. В 1994 году была куплена Сингапурская компания по производству резисторов ASJ Ptd. Ltd.
Yageo приобрела немецкую компанию Vitrohm в 1996 году, компанию Stellar в 2002 году.
В 2019 году за 1,8 млрд долларов был куплен американский производитель конденсаторов KEMET Corporation.
В 2022 году был куплен производитель платиновых датчиков температуры Heraeus Nexensos, а в 2023 году — Telemecanique Sensors (дочерняя компания Schneider Electric).

## Деятельность
Производственные мощности компании насчитывают 51 завод. Компания является крупнейшим в мире производителем резисторов для поверхностного монтажа и танталовых конденсаторов, занимает третье место в мире по многослойным керамическим конденсаторам (MLCC) и дросселям. Также является крупным производителем плёночных и электролитических конденсаторов, трансформаторов, антенн, датчиков, актуаторов, разъёмов, кабелей, модулей беспроводной связи.
Выручка компании за 2022 год составила 121 млрд новых тайваньских долларов (3,94 млрд долларов США), её распределение по регионам: США — 32 %, Европа — 23 %, КНР — 21 %, Япония и остальная Азия — 24 %.
Основные категории продукции:
- магнетики (дроссели, трансформаторы) — 28 % выручки;
- танталовые конденсаторы — 22 % выручки;
- MLCC — 20 % выручки;
- резисторы — 14 % выручки;
- другие компоненты — 16 % выручки.